# Eiterfeld

Eiterfeld este un oraș din districtul Fulda în Hessa, Germania. Are o populație de aproximativ 7700 de locuitori.

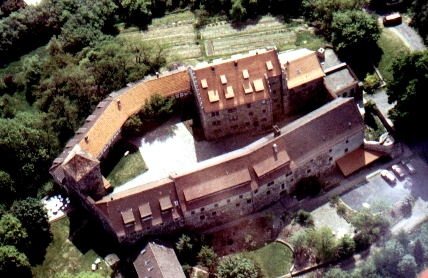
Akademie BURG FÜRSTENECK